# Astra Sharma
Astra Sharma (Perth, 11 september 1995) is een tennisspeelster uit Australië. Sharma is actief in het internationale tennis sinds 2011.

## Loopbaan
In 2015 won zij in Sharm-el-Sheikh haar eerste ITF-toernooi tegen de Egyptische Ola Abou Zekry.
In 2016 won zij in Amstelveen samen met Francis Altick haar eerste ITF-dubbelspeltoernooi tegen Erika Vogelsang en Mandy Wagemaker.
In 2018 speelde zij samen met Belinda Woolcock op het Australian Open in het vrouwendubbelspeltoernooi haar eerste grandslamwedstrijd, door een wildcard te winnen in de playoffs.
In januari 2019 bereikte zij de finale op het gemengd dubbelspel van het Australian Open, samen met landgenoot John-Patrick Smith – zij werden geklopt door Barbora Krejčíková en Rajeev Ram. In maart won zij op het ITF-toernooi van Irapuato (Mexico) zowel de enkel- als de dubbelspeltitel. In april kwam zij binnen in de top 100 van de WTA-ranglijst, na het bereiken van de enkelspelfinale op het WTA-toernooi van Bogota. Op datzelfde toernooi won zij haar eerste WTA-dubbelspeltitel, samen met landgenote Zoe Hives.
In maart 2021 won Sharma haar tweede WTA-dubbelspeltitel, met landgenote Ellen Perez aan haar zijde, op het toernooi van Guadalajara – hierdoor kwam zij ook in het dubbelspel de top 100 binnen. In april won Sharma haar eerste WTA-enkelspeltitel op het WTA-toernooi van Charleston 250 2021 – in de finale versloeg zij het eerste reekshoofd, de Tunesische Ons Jabeur.
In april 2022 volgde de derde dubbelspeltitel, in Bogota samen met de Indonesische Aldila Sutjiadi.
In september 2023 won Sharma haar tweede enkelspeltitel op het WTA-toernooi van Boekarest – in de finale versloeg zij de Italiaanse Sara Errani.

## Posities op deWTA-ranglijst
Positie per einde seizoen:
| jaar | rang enkelspel | rang dubbelspel |
| ---- | -------------- | --------------- |
| 2011 | –              | 1029            |
|      |                |                 |
| 2015 | 787            | –               |
| 2016 | 976            | 815             |
| 2017 | 440            | 571             |
| 2018 | 225            | 327             |
| 2019 | 108            | 136             |
| 2020 | 128            | 109             |
| 2021 | 96             | 107             |
| 2022 | 231            | 117             |
| 2023 | 129            | 204             |

## Resultaten grandslamtoernooien
| Legenda | Legenda                          |
| ------- | -------------------------------- |
| g.t.    | geen toernooi gehouden           |
| l.c.    | lagere categorie                 |
| –       | niet deelgenomen                 |
| G       | uitgeschakeld in de groepsfase   |
| 1R      | uitgeschakeld in de eerste ronde |
| 2R      | uitgeschakeld in de tweede ronde |
| 3R      | uitgeschakeld in de derde ronde  |
| 4R      | uitgeschakeld in de vierde ronde |
| KF      | uitgeschakeld in de kwartfinale  |
| HF      | uitgeschakeld in de halve finale |
| F       | de finale verloren               |
| W       | het toernooi gewonnen            |
| w-v     | winst/verlies-balans             |

### Enkelspel
| toernooi        | 2019 | 2020 | 2021 | 2022 |
| --------------- | ---- | ---- | ---- | ---- |
| Australian Open | 2R   | 1R   | 1R   | 1R   |
| Roland Garros   | 1R   | 2R   | 2R   | 1R   |
| Wimbledon       | 1R   | g.t. | 1R   | 1R   |
| US Open         | 1R   | 1R   | 1R   | –    |

### Vrouwendubbelspel
| toernooi        | 2018 | 2019 | 2020 | 2021 | 2022 | 2023 |
| --------------- | ---- | ---- | ---- | ---- | ---- | ---- |
| Australian Open | 1R   | 1R   | 1R   | 1R   | –    | 1R   |
| Roland Garros   | –    | 1R   | 1R   | 1R   | –    | –    |
| Wimbledon       | –    | 2R   | g.t. | –    | 1R   | –    |
| US Open         | –    | –    | –    | 1R   | –    | –    |

### Gemengd dubbelspel
| toernooi        | 2019 | 2020 | 2021 | 2022 |
| --------------- | ---- | ---- | ---- | ---- |
| Australian Open | F    | HF   | 1R   | 1R   |
| Roland Garros   | –    | g.t. | –    | –    |
| Wimbledon       | –    | g.t. | –    | –    |
| US Open         | –    | g.t. | –    | –    |

## Palmares
| Legenda                 |
| ----------------------- |
| Grandslamtoernooi       |
| Olympische Spelen       |
| Year-End Championships  |
| Premier Mandatory       |
| Premier Five / WTA 1000 |
| Premier / WTA 500       |
| International / WTA 250 |
| Challenger / WTA 125    |

### WTA-finaleplaatsen enkelspel
| nr.              | finale     | toernooi       | ondergrond | tegenstandster   | score         |         |
| ---------------- | ---------- | -------------- | ---------- | ---------------- | ------------- | ------- |
| gewonnen finales |            |                |            |                  |               |         |
| 1.               | 2021-04-18 | WTA Charleston | gravel     | Ons Jabeur       | 2-6, 7-5, 6-1 | details |
| 2.               | 2023-09-17 | WTA Boekarest  | gravel     | Sara Errani      | 0-6, 7-5, 6-2 | details |
| verloren finales |            |                |            |                  |               |         |
| 1.               | 2019-04-14 | WTA Bogota     | gravel     | Amanda Anisimova | 6-4, 4-6, 1-6 | details |

### WTA-finaleplaatsen vrouwendubbelspel
| nr.              | finale     | toernooi        | ondergrond | partner              | tegenstandsters                    | score            |         |
| ---------------- | ---------- | --------------- | ---------- | -------------------- | ---------------------------------- | ---------------- | ------- |
| gewonnen finales |            |                 |            |                      |                                    |                  |         |
| 1.               | 2019-04-13 | WTA Bogota      | gravel     | Zoe Hives            | Hayley Carter Ena Shibahara        | 6-1, 6-2         | details |
| 2.               | 2021-03-13 | WTA Guadalajara | hardcourt  | Ellen Perez          | Desirae Krawczyk Giuliana Olmos    | 6-4, 6-4         | details |
| 3.               | 2022-04-09 | WTA Bogota      | gravel     | Aldila Sutjiadi      | Emina Bektas Tara Moore            | 4-6, 6-4, [11-9] | details |
| verloren finales |            |                 |            |                      |                                    |                  |         |
| 1.               | 2021-07-11 | WTA Hamburg     | gravel     | Rosalie van der Hoek | Jasmine Paolini Jil Teichmann      | 0-6, 4-6         | details |
| 2.               | 2024-01-06 | WTA Canberra    | hardcourt  | Kaylah McPhee        | Veronika Erjavec Darja Semeņistaja | 2-6, 4-6         | details |

### WTA-finaleplaatsen gemengd dubbelspel
| nr.              | finale     | toernooi        | ondergrond | partner            | tegenstanders                 | score    |         |
| ---------------- | ---------- | --------------- | ---------- | ------------------ | ----------------------------- | -------- | ------- |
| gewonnen finales |            |                 |            |                    |                               |          |         |
| geen             |            |                 |            |                    |                               |          |         |
| verloren finales |            |                 |            |                    |                               |          |         |
| 1.               | 2019-01-26 | Australian Open | hardcourt  | John-Patrick Smith | Barbora Krejčíková Rajeev Ram | 6-7, 1-6 | details |

## Persoonlijk
Sharma studeerde aan de Applecross Senior High School en vervolgens aan de National Academy van Perth.